# L'educazione dello stoico
(Fernando Pessoa da L'educazione dello Stoico, 1999)
L'educazione dello stoico è un romanzo-diario dello scrittore portoghese Fernando Pessoa che usa per l'unica volta l'eteronimo Barone di Teive.
Nato nel 1928 il Barone venne presto escluso dal discorso sugli eteronimi e presto fatto scomparire da Pessoa con l'annuncio del suicidio e del rogo di tutti i suoi scritti.
L'educazione dello stoico è il racconto di un atto finale ed è da considerarsi, più che il diario di un suicida, la rivelazione di una intera vita.
Nelle brevi prose e negli aforismi, un barone prossimo al suicidio fa profonde riflessioni sulle cause del suo soffrire: l'impossibilità del binomio morale/intelligenza, le difficoltà a relazionarsi con le donne, le illusioni dei sogni e la pena che deriva dalla ragione.
Riprendendo un classico topos narrativo il libro inizia con il ritrovamento nel cassetto di una stanza d'albergo del manoscritto del Barone di Teive dove lo stesso autore l'aveva infilato per sottrarlo agli sguardi indiscreti e al contatto igienicamente sospettabile delle mani dei camerieri: "Per non lasciare il libro sul tavolo della mia stanza, esposto così all'esame delle mani sospettosamente pulite dei camerieri dell'albergo, ho aperto, con un certo sforzo, il cassetto e l'ho ficcato là dentro, spingendolo giù. Ha battuto contro qualche cosa, poiché lo stesso cassetto non era granché fondo".
Il libro prosegue con la dichiarazione del Barone di essere giunto alla coscienza della vacuità degli sforzi fatti per giungere alla realizzazione di un'opera d'arte superiore e che, non essendoci riuscito, aveva deciso di uccidersi lasciando il manoscritto come Unico dopo aver dato al rogo tutti gli altri suoi scritti, appunti, note, a volte brani già completati, per le opere che ora si rendeva conto che mai più avrebbe scritto. "Sento prossima, perché io stesso la voglio prossima, la fine della mia vita.
Nei due ultimi giorni ho occupato il tempo a bruciare uno ad uno tutti i miei manoscritti, le note per i miei pensieri morti, gli appunti e a volte brani già completi, per le opere che non avrei mai scritto. È stato senza esitare, ma con una lenta pena, questo sacrificio, con il quale ho voluto congedarmi, come nell'atto di bruciare un ponte, dal margine della vita da cui mi voglio allontanare. [...]
Sarà questo il mio unico manoscritto. Lo lascio alla meditazione di coloro che il futuro farà miei pari.
Raggiungo, con il recidere tutti i legami, eccetto l'ultimo tra me e la vita, la chiarezza dell'anima nel sentire, e quella dell'intelletto nel comprendere, che mi danno la forza di parole, non per realizzare l'opera che non potrei mai realizzare, ma almeno per dire con semplicità per quali ragioni non l'ho realizzata.
Queste pagine non sono la mia confessione ma la mia definizione. Sento, nel cominciare a scriverla, che la potrò scrivere con un certo modo di verità.". 
Il diario del suicidio del Barone sarebbe quindi per noi il diario di un fallimento artistico, della raggiunta coscienza della vacuità dei propositi e degli sforzi di chi aveva affidato tutto il senso della propria vita alla realizzazione di un'opera letteraria. "Tutta la mia vita ruota attorno alla mia opera letteraria".
Dopo questa premessa viene riportata, con le stesse parole riportate il giorno dopo dal "Diário de Notícias", la notizia del suicidio del Signor Álvaro Coelho de Ataíde, 20º barone di Teive, avvenuta nella sua tenuta della Maciera il 13 luglio 1920. "La triste fine del Signor Barone di Teive ha causato grande costernazione, poiché il defunto era qui molto stimato per le sue belle qualità di carattere".
Inizia da questo punto nel manoscritto il diario del suicida: "Non c'è maggior tragedia che l'uguale intensità, nella stessa anima o nello stesso uomo, del sentimento intellettuale e del sentimento morale. Perché un uomo possa essere distintivamente e assolutamente morale, bisogna che sia un po' stupido. Perché un uomo possa essere assolutamente intellettuale, deve essere un po' immorale. Non so quale gioco o ironia delle cose condanni l'uomo all'impossibilità di questo dualismo. Per mia sventura, essa si dà in me. Così, perché posseggo due virtù, non ho mai potuto far nulla di me. Non è l'eccesso di una qualità, ma l'eccesso di due, che mi ha ucciso per la vita".
È questa la tragedia che affligge il Barone e gli individui come lui e che lo induce a riconoscere altre sue deficienze. Come quella di essere sempre stato un "millimetrista del pensiero", eccessivamente scrupoloso della precisione; di non saper perdere, unicamente per l'orgoglio di non confessarsi vinto; di non saper amare e quindi di non poter essere amato; di non aver mai saputo reprimere nel proprio io, la presenza atavica dei concetti di nobiltà e di situazione sociale. 
"Il mio stato d'animo è quello su cui poggiano i grandi misticismi, ma io non ho fede; non temo la sofferenza, la disprezzo. Ho ripudiato il sogno come un vizio da collegiale o da pazzo. Ma ho anche ripudiato la realtà o, anzi, è lei che mi ha ripudiato, non so perché - per incompetenza, o per scoraggiamento, o per incomprensione. Non sono mai servito per nessuno dei due modi di godere - né per il piacere del reale, né per il piacere della supposizione. Non mi lamento di coloro che mi stanno intorno o mi sono stati intorno. Tutti mi hanno trattato bene, ma con distacco. Ho capito subito che il distacco era in me, che partiva da me.
Amato o benvoluto non lo sono mai stato. Oggi riconosco che non avrei potuto esserlo. Avevo buone qualità, avevo forti emozioni, avevo...ma non avevo quello che si chiama Amore. [...] Siccome non ho fatto nulla nella mia vita, non ho nulla di cui debba ricordarmi con nostalgia. Ho avuto, sì, speranze, perché tutto è avere speranze o è morte. Oggi non ho più neppure speranze, dato che non vedo ragione perché il futuro sia diverso dal passato".
Il diario che segue è un diario contenuto, con le precedenti pagine, in un quadernetto dalla copertina nera che viene oggi conservato nel Fondo Pessoa con la segnatura 144Q, che viene segnalato come "unico manoscritto", in quanto unico sopravvissuto al rogo degli scritti del Barone.
Nel diario il Barone si autoanalizza con lucidità rispecchiando così tutte le meschinità di una vita infelice che ha inizio fin dall'infanzia: un'infanzia di bambino rancoroso e vendicativo, poi maturato in un individuo altrettanto problematico. 
"Rancoroso e vendicativo nell'infanzia, persi, nel passaggio all'adolescenza, quella meschinità dell'eccesso di sensibilità. [...]
Ogni volta che ho avuto un rivale o la possibilità di un rivale, ho immediatamente abdicato senza esitare. È una delle poche cose della vita in cui non ho mai avuto esitazione. Non ho mai sofferto l'orgoglio di concorrere con un altro, con l'aggiunta ignobile della possibilità della sconfitta. Nello stesso modo non ho mai potuto giocare a giochi di competenza. Ho sempre perduto con rancore e rispetto. Perché mi giudicavo superiore a tutti? No, non mi sono mai considerato superiore a scacchi o nel whist. Per semplice orgoglio, un orgoglio traboccante e sanguinoso, che nessuno sforzo disperato della mia intelligenza ha mai potuto frenare o esaurire.
Mi sono sempre tenuto fuori del mondo e della vita e lo scontro tra qualche loro elemento, mi ha sempre ferito come un insulto dal basso, la rivolta improvvisa di un lacchè universale. [...]
Non ho mai potuto dominare l'influenza dell'ereditarietà e dell'educazione infantile. Ho potuto sempre avversare i concetti sterili di nobiltà e di posizione sociale: non li ho mai potuti dimenticare. Sono dentro me come una viltà che detesto, contro cui mi rivolto, ma che mi stringe con legami estranei all'intelligenza e alla volontà.
Ho avuto un giorno l'occasione di sposarmi, magari di essere felice, con una ragazza molto semplice, ma fra me e lei si sono frapposte nell'indecisione dell'anima, quattordici generazioni di baroni, la visione della città che sorrideva del mio matrimonio, il sarcasmo degli amici più intimi, un profondo disanimo fatto di meschinità, che mi pesava come dell'aver commesso un delitto. E così io, l'uomo dell'intelligenza e del distacco, ho perso la felicità a causa dei vicini che disprezzo.
Il modo come mi sarei vestito, le maniere che avrei avuto, come avrei ricevuto nella mia casa, quante ineleganze di frase o atteggiamenti...tutto questo mi si levava contro come uno spettro di cose serie".
La ricostruzione della sera in cui aveva rinunciato per sempre all'amore è una delle pagine più belle e intense del diario: "Mi ricordo ancora, con una precisione nella quale (si) intercala il vago profumo dell'aria primaverile, del pomeriggio in cui, meditando tutte queste cose, ho deciso di abdicare all'amore come a un problema insolubile. Era maggio, un maggio di dolce inizio d'estate, fiorito per le brevi spianate della tenuta di vari colori, impalliditi dal lento calare della sera già iniziata. Io passeggiavo i miei rimorsi fra pochi filari di alberi... Mi prese all'improvviso un desiderio di abdicazione intensa, di chiostro severo e ultimo, una ripugnanza di aver avuto tanti desideri, tante speranze, con tanta facilità esterna di poterli realizzare, e tanta impossibilità intima di poterlo volere. Risale a quell'ora soave e triste il principio del mio suicidio". 
Forse la decisione del suicidio era scaturita già in precedenza, in seguito alla morte della madre, quando, per la sua assenza, il Barone si era reso conto di aver bisogno di affetto: di un affetto che, come l'aria, si respira e non si sente. "La morte di mia madre ha spezzato l'ultimo dei vincoli esterni che ancora mi legavano alla sensibilità della vita. All'inizio rimasi stordito - di quello stordimento che non induce in errore, ma che sembra un vuoto morto nel cervello, una conoscenza intuitiva del nulla. Poi il tedio, che mi divenne angoscia, mi intorpidì in noia. L'amore di lei, che non mi era mai stato chiaro fino a che viveva, divenne nitido quando la perdetti. Scoprii, con la mancanza, come si scopre il valore di tutto, che l'affetto mi era necessario: che, come l'aria, si respira e non si sente. Ho tutte le condizioni per essere felice, tranne la felicità. Le condizioni sono slegate le une dalle altre".
Il pessimismo che traspare dalle pagine del diario è un pessimismo diverso dal pessimismo romantico che trasferisce a tutto l'universo il dolore individuale; è un pessimismo individuale che ha ragioni più profonde di tutti i pessimismi.
Il Barone prende le distanze da coloro che definisce i tre grandi pessimisti del secolo appena concluso: "Il pessimismo, l'ho verificato, è molte volte un fenomeno di rifiuto sessuale. Sono così, chiaramente, quelli di Leopardi, di Vigny e di Antero de Quemtal. In questa costruzione di un sistema sui fenomeni sessuali stessi, non posso esimermi dal vedere qualche cosa di implacabilmente grossolano e vile. Tutti gli individui grossolani hanno bisogno della nota sessuale; è anzi quella che li distingue. Non possono raccontare aneddoti al di là della sessualità; non sanno aver spirito fuori dalla sessualità. Vedono in tutte le coppie una ragione sessuale di essere coppie. La base sessuale dei loro pessimismi mi ha lasciato, appena la intravidi nelle opere e la confermai nella notizia delle loro vite, una sensazione di nausea all'intelligenza. ".
Nel Barone di Teive vi è, malgrado il suo individualismo, la coscienza di appartenere a una precisa collettività generazionale, quella della rivista Orpheu e dell'omonima Generazione. Il concetto di Generazione, che si perpetua fino ai giorni nostri dall'Europa all'America (la Beat Generation) era per il Portogallo del primo Novecento essenzialmente di origine spagnola e ispanoamericana.
Nelle prime pagine appare una affermazione che trova molti riscontri nell'opera pessoana: "Appartengo ad una generazione, supposto che questa generazione sia più persone che non me stesso - la quale ha perso in egual misura la fede negli dèi delle religioni antiche e la fede negli dèi delle irreligioni moderne. Non posso accettare Geova né l'Umanità. Cristo e il progresso sono per me miti dello stesso mondo. Non credo nella vergine Maria né nell'elettricità". 
Questa generazione non esclude il dolente individualismo di colui che, giunto al margine della fossa che lo inghiottirà, deve ammettere che la vita dei poveri contadini sembra, al contrario della sua, essere felice, e conclude pertanto: " Circoscrivo a me stesso la tragedia che è mia. La soffro, ma la soffro faccia a faccia, senza metafisica né sociologia. Mi confesso vinto dalla vita, tuttavia non mi confesso abbattuto da lei".
Anche la formula di Vinto della (dalla) vita era per Pessoa-Teive una locuzione pregenerazionale perché si rivolgeva ai propri compagni di generazione: Ramalho Ortigáo, Oliveira Martins, Eça Queirós.
"Come il gladiatore nell'arena in cui è stato messo dal destino, che schiavo lo ha esposto come condannato, saluta, senza tremare, il Cesare che ci sia in questo circo circondato di stelle. Lo saluto di fronte, senza orgoglio, che non lo può avere lo schiavo; né allegria, che non la può fingere il condannato. Ma lo saluto, perché non manchi alla legge colui che manca ogni legge. Ma, finendo di salutare, mi immergo nel petto il gladio che non mi servirà in combattimento. Se il vinto è colui che muore e il vincitore chi uccide, con questo, confessandomi vinto, mi considero vincitore".
Per quanto poi concerne il concetto di stoicismo, (la condanna totale di tutte le emozioni da parte dello stoico) che viene indicato nel titolo come filosofia praticata dal suicida, esso vuole indicare un atto che diventa nel diario del suicida l'explicit  di un itinerario di logoranti frustrazioni. Niente di più lontano dall'apatia e dall'atarassia stoica di questa dolorosa confessione di impotenza individuale.
E così, il Barone di Teives, dopo aver analizzato con lucidità tutti i passaggi che l'hanno condotto alla decisione del suicidio, deluso dalla vita e dall'amore, dopo aver discusso le differenze del suo pessimismo da quello di Leopardi e di altri grandi poeti pessimisti, viene alla conclusione che la sua decisione è stata elaborata sotto il segno della ragione e con atteggiamento stoico: "Ho raggiunto, credo, la pienezza dell'impiego della ragione. Ed è per questo che mi ucciderò".
Alla lettura del testo superstite di Teive si arguisce che dar vita al Barone, come predestinato al suicidio, sia equivalso per Pessoa a non suicidarsi in prima persona.

## Edizioni
- Fernando Pessoa (Barone di Teive), L'educazione dello stoico, traduzione di Luciana Stegagno Picchio, collana Gli struzzi, Einaudi, 2005,  p. 112, ISBN 88-06-17605-6.